# Old MacDonald Had a Farm
«Old MacDonald Had a Farm» (іноді просто «Old MacDonald») (укр. «Старий Макдональд ферму мав») — це традиційна дитяча пісня та віршик про фермера і різних тварин, яких він утримує. Кожен куплет пісні змінює назву тварини та її відповідний звук. Наприклад, якщо йде черга корови, буде використано звук «му». У багатьох версіях пісня є кумулятивною, тобто звуки тварин з усіх попередніх куплетів додаються до кожного наступного.
Ймовірно, ця пісня була написана Томасом д'Ерфеєм для опери у 1706 році, а потім протягом сотні років існувала у різних варіаціях як народна пісня у Великій Британії, Ірландії та Північній Америці, і врешті решт була стандартизована у двадцятому столітті.
Текст стандартної версії англійською мовою починається так, змінюючи тварин з кожним куплетом:
Old MacDonald had a farm, E-I-E-I-O!
And on his farm he had a cow, E-I-E-I-O!
With a moo-moo here and a moo-moo there,
Here a moo, there a moo,
Everywhere a moo-moo,

Old MacDonald had a farm, E-I-E-I-O!

## Історія

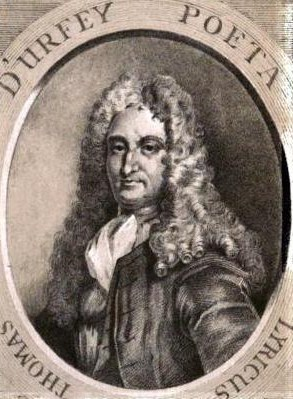
Томас д'Ерфей (1653-1723)

### Томас д'Ерфей
Найраннішим відомим варіантом пісні є «In the Fields in Frost and Snow» з опери 1706 року під назвою «Королівство птахів» або «Чудеса сонця», написаної англійським письменником і композитором Томасом д'Ерфеэм. Ця версія починається так:
In the Fields in Frost and Snows,
Watching late and early;
There I keep my Father's Cows,
There I Milk 'em Yearly:
Booing here, Booing there,
Here a Boo, there a Boo, every where a Boo,
We defy all Care and Strife,

In a Charming Country-Life.
Невідомо, чи це була самостійна пісня, чи вона була заснована на традиційній пісні, яка вже існувала. Як і в сучасних версіях, з кожним куплетом тварини змінюються, і вона має схожий ритм, але використовується інша мелодія мінору.
Опера Д'Ерфея здебільшого була невдалою, але пісня була перероблена, розширена та надрукована у його власній книзі "Wit and Mirth, or Pills to Purge Melancholy" (1719) і з’являлася в кількох операх протягом вісімнадцятого століття, таких як «Поллі» Джона Гея та Йоганна Крістофа Пепуша (1729). Вона також з'являлася на аркушах пісень протягом десятиліть, тож, мабуть, була популярною серед простих англійців вісімнадцятого століття незалежно від того, походила вона з опери чи ні.

### Традиційні англійські версії
Кілька версій було зібрано в Англії на рубежі двадцятого століття, наприклад, версія під назвою «The Farmyard Song», взята від Джона Ллойда з Манчестера у 1880-х роках Енною Гілкріст, та інша під назвою «Father's Wood I O», взята 1906 року у Скоттері, Лінкольншир, Персі Грейнджерером. Обидві оригінальні транскрипції цих версій доступні на вебсайті Меморіальної бібліотеки Вогана Вільямса.

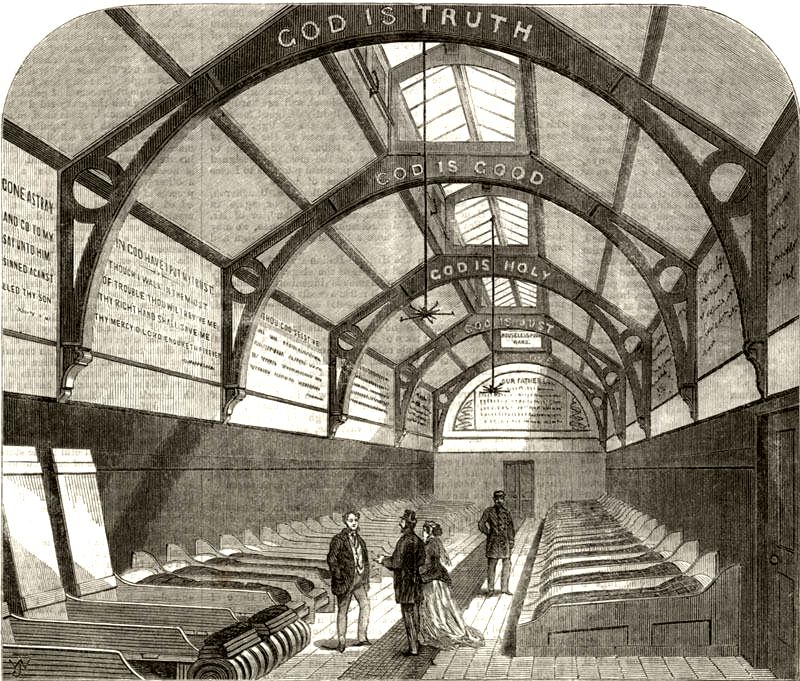
Робітничий будинок Сент-Мерілебон, 1867 рік

Відомий збирач народних пісень Сесіл Шарп взяв версію під назвою «The Farmyard» у 1908 році від 74-річної місіс Гуді з Робітничого будинку Сент-Мерілебон, у Лондоні. Текст пісні починався так:
Up was I on my father's farm
On a May day morning early;
Feeding of my father's cows
On a May day morning early,
With a moo moo here and a moo moo there,
Here a moo, there a moo, Here a pretty moo.
Six pretty maids come and gang a-long o' me

To the merry green fields of the farm-yard.

Збірка пісень часів Першої світової війни «Мелодії Томмі» 1917 року від Фредеріка Томаса Неттлінґема, містить варіант пісні під назвою «Огайо», у якому перелічено дев’ять видів тварин: коні (рж-рж), собаки (гав-гав), кури та курчата (куд-кудах, цип-цип), качки (кря-кря), гуси, корови (му-му), свині (хрю-хрю), коти (мяу-мяу), вівці та кози (бе-бе) і осли та мули. Фермер має ім'я «Old Macdougal», на відміну від більшості інших традиційних версій, де фермер не має імені.
Old Macdougal had a farm, E-I-E-I-O
And on that farm he had some dogs, E-I-E-I-O
With a bow-wow here, and a bow-wow there,

Here a bow, there a bow, everywhere a bow-wow.

### Традиційні версії Озарку
Пісня, була особливо популярною у регіоні Озарку Сполучених Штатів і до того, як її стандартизували. Версія була опублікована в Ozark Folksongs Венса Рендолфа (1980) під назвою «Old Missouri», яку співав Х. Ф. Вокер з Міссурі у 1922 році. Але ця версія називає різні частини мула, а не різних тварин:
Old Missouri had a mule, he-hi-he-hi-ho,
And on this mule there were two ears, he-hi-he-hi-ho.
With a flip-flop here and a flip-flop there,
And here a flop and there a flop and everywhere a flip-flop

Old Missouri had a mule, he-hi-he-hi-ho.
Кілька традиційних версій з Озарку, які значно відрізняються від стандартної версії, були записані у 1950-х і 60-х роках різними колекціонерами; ці записи доступні в цифровій онлайн-колекції Університету Арканзасу.

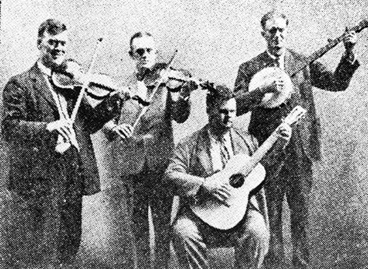
Skillet Lickers, 1926

## Ранні записи та походження відомої версії
Найстарішою версією, зазначеною в The Traditional Ballad Index, є «Old MacDonald Had a Farm» Сема Паттерсона Тріо, випущена лейблом Edison у 1925 році, за якою йде версія, записана Гідом Таннером і Skillet Lickers у 1927 році. Ці записи можуть бути першими відомими версіями, у яких використовується нині стандартна мелодія, і першими, у яких фермера назвали «Старим Макдональдом». Невідомо, яке джерело цих іконічних елементів, але американські версії здаються найбільш близькими, з їхніми повторами E-I-E-I-O та «старими» фермерами, згаданими в першому рядку

## Переклади
Тексти пісень перекладено з англійської на інші мови та дещо змінено відповідно до ритмічних і культурних вимог. Більшістю наведених нижче мов її все ще співають як дитячу пісню на ту саму мелодію.
- Українською версію є Дід Іван корівку має, або Дід Макдональд ферму мав.
- Африкаанською пісня називається Ou Oom Klasie het 'n plaas (що означає "Старий дядько Клаус ферму має").[13]
- Єгипетсько-Арабська версія має Geddo Ali (جدو على, що означає "Дід Алі") як фермера.
- Переклад вірменською мовою знаходиться під копірайтом Карена Престі, опублікованого 2017 року у My First Armenian Songbook.
- Є декілька версій пісні китайською мовою, однією з найпопулярніших є Wáng lǎo xiānshēng yǒu kuài dì (王老先生有块地, що означає "Старий містер Ванг землю мав").
- Чеська Strýček Donald farmu měl (що означає "Дядько Дональд ферму мав").
- Данська Jens Hansen havde en bondegård (що означає "Джен Хансен ферму мав").[14]
- Фінська Piippolan vaarilla oli talo (що означає "Дід Пііппола хату мав").[15]
- In French, it is Dans la ferme de Mathurin (що означає "На фермі Матуріна").[16]
- Німецька Onkel Jörg hat einen Bauernhof (що означає "Дядько Джордж ферму має").[17] Альтернативною версією є Old MacDonald hat 'ne Farm (зі скороченим "eine Farm"), залишаючи англійське ім'я фермера, а решта перекладається буквально.
- Івритська LaDod Moshe hayta chava (לדוד משה הייתה חווה, що означає "Дядько Музез ферму мав"). Перекладено Абрахамом Броши.[18]
- Італійська Nella vecchia fattoria (що означає "На старій фермі"). Фермером є Zio Tobia (що означає "Дядько Тобіас").[19]
- Однією з японських версій є Yukai-na Makiba (ゆかいな牧場, що означає "Щаслива ферма"). Фермерами є Ічиро, Джиро, і Сабуро.
  - Інша японська версія - Makku no Ojisan (マックのおじさん, що означає "Старий мужик Мак"), звучить бадьорливо як і західна версія.
  - Кансаським діалектом є пародійна пісня Osaka Umaimon no Uta (大阪うまいもんの歌, що означає "Смачнюща їжа в Осака"), яка була зроблена командою Осаканського лялькового театру у 1993.
- Корейська Geulae geulaeseo ('그래 그래서', що означає "Так, отже"). Фермером є старий містер Парк.
- Малайська Pak Atan Ada Ladang (що означає "Дядько Атан ферму мав").
- Перська پیرمرد مهربون (що означає "Старий добрий чоловік").
- Польска Stary Donald farmę miał (що означає "Старий Доналдь ферму мав") або Pan McDonald farmę miał ("Пан Макдональд ферму мав").
- Португальскою, найпоширенішею версією є Na quinta do tio Manel (що означає "На фермі дядька Манела"), з альтернативною Seu Lobato tinha um sítio ("Містер Лобато садибну ділянку мав") або O velho McDonald tinha uma fazenda ("Старий Макдональд ферму мав").
- Квебекською, напоширенішею версією є is Le vieux Mac Donald a une ferme (що означає "Старий Макдональд ферму мав")
- Російською, неофіційною версією є: "Дед МакДональд напевал: И-ай, и-ай, О!" (що означає "Дід Макдональд наспівував: І-ай, і-ай, О!")[20]
- Сербська Na salašu dede mog (що означає "На фермі мого дідуся").
  - Іншою сербською версією є it is Čika Pera ima farmu (що означає "Дядько Пера ферму має").
- Словенська Na kmetiji je lepo (що означає "На фермі чудово"). Це може бути як дитячою піснею, так і дорослою, у вульгарній версії.
- Деякі іспанські версії: En la granja de Pepito ("На фермі Пепіто"), El Viejo MacDonald tenía una granja (meaning "Старий Макдональд ферму мав"), El granjero tenía un campo ("Фермер поле мав"), or En la vieja factoría ("На старій фабриці"), "En la granja del tío Juan" ("Ферма дядька Джуана").[21]
- Шведська Per Olsson hade en bonnagård (що означає "Пер Олссон ферму мав").
- У версії Урду, це عبد اللہ کا تھا ایک گاؤں (що означає "Абдула мав село").

## Дивись також
- Список звуків тварин